# Barbara Dunst
Barbara Dunst (Graz, 25 settembre 1997) è una calciatrice austriaca, centrocampista dell'Eintracht Francoforte e della nazionale austriaca.

## Statistiche

### Presenze e reti nei club
Statistiche (parziali) aggiornate al 9 dicembre 2022.
| Stagione                     | Squadra                      | Campionato                   | Campionato | Campionato | Coppe nazionali | Coppe nazionali | Coppe nazionali | Coppe internazionali | Coppe internazionali | Coppe internazionali | Altre coppe | Altre coppe | Altre coppe | Totale | Totale |
| Stagione                     | Squadra                      | Comp                         | Pres       | Reti       | Comp            | Pres            | Reti            | Comp                 | Pres                 | Reti                 | Comp        | Pres        | Reti        | Pres   | Reti   |
| ---------------------------- | ---------------------------- | ---------------------------- | ---------- | ---------- | --------------- | --------------- | --------------- | -------------------- | -------------------- | -------------------- | ----------- | ----------- | ----------- | ------ | ------ |
| 2016-2017                    | St. Pölten                   | BL                           | 9          | 3          | CG              | ?               | ?               | UWCL                 | 2                    | 0                    |             | -           | -           | 11+    | 3+     |
| feb.-giu. 2017               | Bayer Leverkusen             | BL                           | 10         | 0          | CG              | 2               | 0               |                      | -                    | -                    |             | -           | -           | 11     | 0      |
| 2017-2018                    | MSV Duisburg                 | BL                           | 21         | 0          | CG              | 1               | 0               |                      | -                    | -                    |             | -           | -           | 11     | 5      |
| 2018-2019                    | MSV Duisburg                 | BL                           | 22         | 2          | CG              | 2               | 2               |                      | -                    | -                    |             | -           | -           | 25     | 11     |
| Totale MSV Duisburg          | Totale MSV Duisburg          | Totale MSV Duisburg          | 43         | 2          |                 | 3               | 2               |                      | -                    | -                    |             | -           | -           | 46     | 4      |
| 2019-2020                    | 1. FFC Francoforte           | BL                           | 22         | 3          | CG              | 2               | 0               |                      | -                    | -                    |             | -           | -           | 24     | 3      |
| 2020-2021                    | Eintracht Francoforte        | BL                           | 21         | 0          | CG              | 4               | 4               |                      | -                    | -                    |             | -           | -           | 25     | 4      |
| 2021-2022                    | Eintracht Francoforte        | BL                           | 22         | 5          | CG              | 2               | 0               |                      | -                    | -                    |             | -           | -           | 24     | 5      |
| 2022-2023                    | Eintracht Francoforte        | BL                           | 9          | 0          | CG              | 2               | 0               | UWCL                 | 2                    | 0                    |             | -           | -           | 13     | 0      |
| Totale Eintracht Francoforte | Totale Eintracht Francoforte | Totale Eintracht Francoforte | 52         | 5          |                 | 8               | 4               |                      | 2                    | 0                    |             | -           | -           | 62     | 9      |
| Totale carriera              | Totale carriera              | Totale carriera              | 136        | 13         |                 | 15+             | 6+              |                      | 4                    | 0                    |             | -           | -           | 155+   | 19+    |

## Palmarès

### Club
- Campionato austriaco: 2

St. Pölten: 2014-2015, 2015-2016
- Coppa d'Austria: 2

St. Pölten: 2014-2015, 2015-2016

### Nazionale
- Cyprus Cup: 1

2016